# ادوارد مونک (فیلم)
ادوارد مونک (Edvard Munch) فیلمی زندگینامه‌ای به نویسندگی و کارگردانی پیتر واتکینز در مورد نقاش اکسپرسیونیست نروژی ادوارد مونک محصول سال ۱۹۷۴ است. این فیلم در جشنواره فیلم کن ۱۹۷۶ نمایش داده شد اما وارد رقابت اصلی نشد.